# Hummenberg
Hummenberg ist ein Gemeindeteil des Marktes Küps im Landkreis Kronach (Oberfranken, Bayern).

## Geographie
Das Dorf bildet mit Oberlangenstadt im Norden eine geschlossene Siedlung. Im Ort gibt es eine Linde, die als Naturdenkmal geschützt ist. Die Kreisstraße KC 27/LIF 23 führt nach Ebneth (2,5 km südlich) bzw. nach Oberlangenstadt zur Bundesstraße 173 (0,4 km nördlich).

## Geschichte
Gegen Ende des 18. Jahrhunderts bestand Hummenberg aus 5 Anwesen. Das Hochgericht übte das bambergische Centamt Weismain aus. Das Rittergut Ebneth hatte die Dorf- und Gemeindeherrschaft inne. Grundherren waren das Rittergut Ebneth (2 halbe Gülthöfe, 1 Haus), die Engelmeßstiftung Kronach (1 Gütlein) und das sachsen-hildburghausische Amt Sonnefeld (1 Zweidrittelgut).
Mit dem Gemeindeedikt wurde Hummenberg dem 1808 gebildeten Steuerdistrikt Oberlangenstadt und der 1818 gebildeten Ruralgemeinde Oberlangenstadt zugewiesen. Am 1. Mai 1978 wurde Hummenberg im Zuge der Gebietsreform in Bayern in die Gemeinde Küps eingegliedert.

### Baudenkmäler
- Hummenberg 7: Wohnstallhaus
- Brücke über den Teufelsgraben

### Einwohnerentwicklung
| Jahr      | 001818 | 001861 | 001871 | 001885 | 001900 | 001925 | 001950 | 001961 | 001970 | 001987 |
| Einwohner | 28     | 31     | 32     | 34     | 51     | 64     | 86     | 60     | 49     | 38     |
| Häuser    | 5      |        |        | 6      | 6      | 8      | 9      | 10     |        | 10     |
| Quelle    | [ 5 ]  | [ 7 ]  | [ 8 ]  | [ 9 ]  | [ 10 ] | [ 11 ] | [ 12 ] | [ 13 ] | [ 14 ] | [ 1 ]  |

## Religion
Der Ort ist seit der Reformation evangelisch-lutherisch geprägt und nach St. Maria (Burkersdorf) gepfarrt.